# Alli Nissinen
Pour les articles homonymes, voir Nissinen.
Alli Nissinen, née Alina Augusta Nissinen le 26 décembre 1866 à Iisalmi (grand-duché de Finlande, Empire russe) et morte le 11 avril 1926 à Helsinki (Finlande), est une femme politique finlandaise membre du Parti jeune finnois. Elle est députée entre 1907 et 1909, comptant parmi les premières femmes parlementaires de l'histoire du pays.

## Biographie
Alli Nissinen est née à Iisalmi en 1866. Après avoir fréquenté une école de filles, elle suit une formation d'enseignante. Elle est professeure de géographie et de religion au Helsingin Suomalainen Yhteiskoulu entre 1889 et 1899, et au Helsingin Uusi yhteiskoulu de 1898 à 1916. Elle dirige également son propre établissement, entre 1889 et sa mort, et est présidente de l'Association des enseignants.
Elle est vice-présidente de la Ligue des féministes finlandaises et présidente de l'organisation Martta. En 1903, elle devient rédactrice en chef du magazine Emänttä, publié par l'organisation, fonction qu'elle occupe pour le reste de sa vie. Elle écrit également plusieurs livres, pièces de théâtre et poésies pour enfants.
Elle se présente aux élections législatives de 1907 sur la liste du Parti jeune finnois. Élue, elle devient l'une des 19 premières femmes parlementaires de l'histoire du pays. Réélue en 1908, elle siège jusqu'en 1909. Pendant son mandat au Parlement, elle est membre de la commission des affaires juridiques.
Elle meurt à Helsinki en 1926.